# Coccidiphaga
Coccidiphaga es un género monotípico de lepidópteros perteneciente a la familia  Noctuidae. Tiene una sola especie:  Coccidiphaga scitula Rambur, 1833 En algunas taxonomías es una especie del género Eublemma.
Especie originaria de Europa, ha sido introducida en otros países, como Japón y Australia.

## Sinonimia
- Coccidiphaga scitula Rambur, 1833; 26, pl. 2, f. 16, TL: Córcega
- Nola exasperata Lederer, 1855; 183, pl. 5, f. 11, TL: Chipre
- Agrophila gibbosa Snellen, 1872; 50, pl. 4, f. 9-10, TL: Guinea
- Erastria futilis Swinhoe, 1884; 517, pl. 46, f. 8, TL: Kurrachee
- Eulocastria cretacea Hampson, 1893; 19, 96, pl. 162, f. 17, TL: Ceilán